# Monument Van Berkel
Het Monument Van Berkel of Van Berkel's patent is een oorlogsmonument in Rotterdam.

## Achtergrond
Op 31 maart 1943 dropten tijdens het bombardement op Rotterdam-West honderd bommenwerpers van de Amerikaanse luchtmacht hun bommen op de dichtbevolkte wijk Bospolder/Tussendijken in Rotterdam-West: Marconiplein, Mathenesserweg, Schiedamseweg en omgeving werden getroffen. Daarbij vielen in totaal 326 dodelijke slachtoffers. Het was hiermee na het bombardement van 14 mei 1940 de zwaarste aanval op Rotterdam. Het was de bedoeling geweest de havens van Rotterdam-West (Delfshaven), Schiedam, met de scheepswerf Wilton-Fijenoord en Vlaardingen te treffen.
Bij het bombardement vielen bij het bedrijf Van Berkel's Patent aan de Keileweg (die wel in het havengebied ligt) 28 burgerslachtoffers. Ter herdenking van hen is dit monument op de Begraafplaats Crooswijk te Rotterdam opgericht. Het werd op 30 oktober 1943 onthuld, nog tijdens de Tweede Wereldoorlog. 
Op het monument zijn van links naar rechts de volgende drie teksten aangebracht:
| TER NAGEDACHTENIS AAN ONZE MEDEWERKERS DIE OP 3 MAART 1943 HET LEVEN LIETEN | VAN BERKEL'S PATENT | ZIJ VIELEN BIJ HUN WERK ALS SLACHTOFFERS VAN DEN OORLOG |

Het monument met een gedenkmuur achter de graven is ontworpen door de Rotterdamse architect Johannes Anthonius Lelieveldt. Op het middendeel van de muur is een beeld, een reliëf met een engel met klaroen, van Johan van Berkel. Achttien van de slachtoffers liggen hier begraven. Het monument werd aangelegd in opdracht van de firma Van Berkel's Patent.